# Marius Roustan
Pour les articles homonymes, voir Roustan.
Marius Roustan, dit Mario, né le 20 février 1870 à Sète (Hérault) et mort le 3 février 1942 à Montpellier (Hérault), est un homme politique français.

## Biographie
Le père de Marius François Pierre Roustan était employé des chemins de fer. Lors de ses études au collège de Sète, Marius Roustan a pour camarade de classe Paul Valéry. 
Agrégé de lettres en 1894, il entame une carrière d'enseignant comme professeur de rhétorique en 1894 au lycée de Saint-Étienne. Il est nommé professeur de rhétorique au lycée Ampère à Lyon, où il devient adjoint au maire, ensuite au lycée Condorcet à Paris, puis au lycée Pasteur[Où ?]. À Paris, il publie chez Larousse une édition des Maximes de La Rochefoucauld. Il se marie à Chatou le 28 juillet 1920 avec Marie Louise Carrelet.
Marius Roustan est sénateur de l'Hérault de 1920 à 1940 et maire d'Usclas-d'Hérault de 1929 à sa mort.
Il occupe les postes de sous-secrétaire d'État aux Ports, à la Marine marchande et aux Pêches du 10 mars au 23 juin 1926 dans le gouvernement Aristide Briand (9) puis de sous-secrétaire d'État à l'Hygiène du 23 février au 2 mars 1930 dans le gouvernement Camille Chautemps (1).
Il est ministre de l'Instruction publique et des Beaux-arts du 27 janvier 1931 au 3 juin 1932 dans les gouvernements Pierre Laval (1), Pierre Laval (2), Pierre Laval (3) et André Tardieu (3), puis ministre de l'Éducation nationale du 1er juin 1935 au 24 janvier 1936 dans les gouvernements Fernand Bouisson et Pierre Laval (4).
Le 10 janvier 1936, il fait fermer la Faculté de droit de Paris pendant dix-huit jours à la suite de troubles en rapport avec l'affaire Jèze.
Son nom est resté à la loi du 30 décembre 1920 (loi Roustan) qui favorise le rapprochement des fonctionnaires mariés.
Il est inhumé au cimetière marin de Sète.

## Œuvres
Marius Roustan a publié plusieurs ouvrages scolaires. Il a écrit dans de nombreux journaux.
- Les philosophes et la société française au XVIIIe siècle, Paris, éditions Champion, 1907

Il a co-écrit avec son collègue Camille Latreille du lycée de Lyon :
- Lettres inédites de Sainte-Beuve à Collombet, Paris, 1903
- Lyon contre Paris après 1830 : le mouvement de décentralisation littéraire et artistique, Paris, 1905
- Charles de Sainte-Foy : souvenirs de jeunesse (1830-1835), Paris, 1911
- La querelle universitaire à Lyon (1838-1849), Paris

## Distinctions
Le 19 mars 1919, Marius Roustan est fait chevalier de la Légion d'honneur.
Une rue de Sète porte son nom.
- Chevalier de la Légion d'honneur
- Commandeur de l'ordre du Mérite maritime, de droit en tant que sous-secrétaire d'État à la Marine marchande[4].